# JBCクラシック
JBCクラシック（ジェイビーシークラシック）は、日本のJBC実行委員会と施行競馬場を管轄する競馬主催者が、各地の競馬場で持ち回り開催する重賞競走（JpnI）である。農林水産大臣が賞を提供しており、正式名称は「農林水産大臣賞典 JBCクラシック」と表記される（2018年のみJRA京都競馬場開催のため、「農林水産省賞典 JBCクラシック」として施行）。
副賞は、農林水産大臣賞、JBC協会会長賞、日本中央競馬会理事長賞、地方競馬全国協会理事長賞、日本馬主協会連合会長奨励賞、日本地方競馬馬主振興協会会長賞、全国公営競馬主催者協議会会長賞、佐賀県知事賞、佐賀県馬主会会長賞、佐賀県競馬組合管理者賞（2024年）。

## 概要
アメリカ合衆国のブリーダーズカップに範をとりながら、将来的にダートの各カテゴリー（年齢・性別・距離など）におけるチャンピオン決定戦とすべく、2001年（平成13年）に生産者が主導して実施する「JBC競走」のひとつとして、JBCスプリントとともに創設された。のちに創設されたJBCレディスクラシックとともに、2019年までは3つのJpnI競走が同一日に同一の競馬場で施行されている。開催地は固定されておらず、各地の競馬場が持ち回りで施行している。2020年からはJBC2歳優駿の新設により、同日に2場で開催されている。

施行距離はダート2000mを原則としているが、施行場の距離設定の都合により前後する場合がある。

## 競走条件・賞金
以下の内容は、2024年の実施要項に基づく。

### 競走条件
施行場・距離
佐賀競馬場ダート2000m
出走資格
サラブレッド系3歳以上
- 父馬が、一般社団法人ジャパンブリーダーズカップ協会に当該馬の生産年度に有効な種牡馬登録されている馬
- 父馬がJBC協会に種牡馬登録されていない馬は、当該馬の馬主がJBC協会の定める「追加登録料（1着賞金の2%相当額）」をJBC協会に支払えば、当該年、当該馬に係る同種牡馬登録がなされたものとして出走が可能（当該馬について過去に支払われた追加登録料は本年も有効。ただ、本来支払うべき追加登録料が過去に支払われた追加登録料を超える場合は、その差額を支払う）。

- 出走可能頭数：12頭
- 出走枠
  - 中央競馬所属馬：フルゲートの概ね1/3の頭数
  - 地方競馬所属馬：フルゲート頭数より中央所属馬頭数を除いた頭数

出走馬の選定方法
- 中央地方所属ともに優先出走権保持馬が最優先で、

中央所属馬は以下の順
1. 該当する競走条件の上位の順
2. 競走条件が同一の場合は通算の収得賞金額に過去1年間の収得賞金額と過去2年間のGI (Jpn1）における収得賞金額の合計額順。同額の場合は抽選。

地方所属馬は以下の順。
1. 選定日時点のレーティング上位2頭
2. 残りの出走枠の概ね半数は以下の順で選定。
  1. 2歳戦を除く過去3年のGI（Jpn1）競走1，2着馬および過去1年間のGII (Jpn2）とGIII (Jpn3）そして2歳GI (Jpn1)優勝馬（頭数超過の場合は原則レーティング順）
  2. 過去3年間のGI (Jpn1）3着馬及び、過去1年間のGII (Jpn2)・GIII (Jpn3) 2，3着馬と2歳GI2着馬（頭数超過の場合は原則レーティング順）
3. さらに残った枠については近走の実績、JBC指定競走の勝ち馬、上記2つの基準による実施場及び実施地区の所属馬並びに地方競馬各ブロック所属馬の選定状況、選定日時点のレーディングを参考に選定。

#### トライアル競走
以下の競走の優勝馬に本競走の優先出走権が与えられている。
| 競走名                         | 格    | 競馬場     | 距離        | 備考                                            |
| ------------------------------ | ----- | ---------- | ----------- | ----------------------------------------------- |
| 日本テレビ盃                   | JpnII | 船橋競馬場 | ダート1800m |                                                 |
| ジャパンダートクラシック       | JpnI  | 大井競馬場 | ダート2000m | 3歳牡馬・牝馬限定                               |
| マイルチャンピオンシップ南部杯 | JpnI  | 盛岡競馬場 | ダート1600m | 本競走かJBCスプリントのいずれかに優先出走権付与 |

上記のほか、各地区地方競馬で施行される一部の重賞競走が「JBC指定競走」として、JBC出走馬選定要領により定められている。優先出走権の付与はないが、選定にあたってその成績が重要視される。

#### 負担重量
定量。3歳55kg、4歳以上57kg、牝馬2kg減。

### 賞金等
賞金額
2024年の賞金額は、1着1億円、2着3200万円、3着1800万円、4着1200万円、5着800万円、着外賞は6着300万円、7着200万円、8着100万円、9着以下50万円
生産者賞
1着馬から5着馬の生産牧場、および当該馬の母馬に種付けした時点の種牡馬登録者に対し、それぞれ生産牧場賞および種牡馬登録者賞としてJBC協会から当該賞金の2.5%相当額を支給する。ただし、追加登録料を支払って出走した馬が入着した場合は、JBC協会が定めるところにより、生産者賞は支給しない。
その他
ブリックスアンドモルタルの配合権利が優勝馬の馬主に贈られる。
2024年現在、1着賞金1億円は、地方競馬で施行する競走としては川崎記念、東京ダービー、東京大賞典と並んで最高額。

## 歴史

### 年表
- 2001年
  - サラ系3歳以上の馬による重賞競走として創設、大井競馬場・ダート2000mで施行。
  - ダートグレード競走としてGIに格付け。
- 2005年
  - 株式会社FDOが協賛（2006年まで）。
  - この年のみ、競走馬関連情報サイト「フサイチネット」を冠にした「フサイチネット協賛 農林水産大臣賞典 JBCクラシック」として施行。
- 2007年 - 国際セリ名簿基準委員会 (ICSC)の勧告に伴い、格付け表記をJpnIに変更。
- 2018年 - 初めて中央競馬（京都競馬場）で施行。
- 2021年 - ミューチャリーが地方競馬所属馬として初めての優勝。

### 歴代優勝馬
すべてダートコースで施行。タイム欄のRは、コースレコードを示す。
創設から2010年までの1着賞金は1億円、2011年より8000万円に減額される（2018年のJRA開催の際は1着賞金が9000万円だった）。2022年に1着賞金が1億円に増額され創設時の賞金に戻る。
| 回数   | 施行日         | 競馬場 | 距離  | 優勝馬             | 性齢 | 所属 | タイム  | 優勝騎手   | 管理調教師 | 馬主                                 |
| ------ | -------------- | ------ | ----- | ------------------ | ---- | ---- | ------- | ---------- | ---------- | ------------------------------------ |
| 第1回  | 2001年10月31日 | 大井   | 2000m | レギュラーメンバー | 牡4  | JRA  | 2:05.2  | 松永幹夫   | 山本正司   | （有）ノースヒルズマネジメント       |
| 第2回  | 2002年11月4日  | 盛岡   | 2000m | アドマイヤドン     | 牡3  | JRA  | 2:05.6  | 藤田伸二   | 松田博資   | 近藤利一                             |
| 第3回  | 2003年11月3日  | 大井   | 2000m | アドマイヤドン     | 牡4  | JRA  | 2:04.3  | 安藤勝己   | 松田博資   | 近藤利一                             |
| 第4回  | 2004年11月3日  | 大井   | 2000m | アドマイヤドン     | 牡5  | JRA  | 2:02.4R | 安藤勝己   | 松田博資   | 近藤利一                             |
| 第5回  | 2005年11月3日  | 名古屋 | 1900m | タイムパラドックス | 牡7  | JRA  | 2:00.9  | 武豊       | 松田博資   | （有）社台レースホース               |
| 第6回  | 2006年11月3日  | 川崎   | 2100m | タイムパラドックス | 牡8  | JRA  | 2:16.1  | 岩田康誠   | 松田博資   | （有）社台レースホース               |
| 第7回  | 2007年10月31日 | 大井   | 2000m | ヴァーミリアン     | 牡5  | JRA  | 2:04.8  | 武豊       | 石坂正     | （有）サンデーレーシング             |
| 第8回  | 2008年11月3日  | 園田   | 1870m | ヴァーミリアン     | 牡6  | JRA  | 1:56.7R | 武豊       | 石坂正     | （有）サンデーレーシング             |
| 第9回  | 2009年11月3日  | 名古屋 | 1900m | ヴァーミリアン     | 牡7  | JRA  | 2:00.2  | 武豊       | 石坂正     | （有）サンデーレーシング             |
| 第10回 | 2010年11月3日  | 船橋   | 1800m | スマートファルコン | 牡5  | JRA  | 1:49.9  | 武豊       | 小崎憲     | 大川徹                               |
| 第11回 | 2011年11月3日  | 大井   | 2000m | スマートファルコン | 牡6  | JRA  | 2:02.1  | 武豊       | 小崎憲     | 大川徹                               |
| 第12回 | 2012年11月5日  | 川崎   | 2100m | ワンダーアキュート | 牡6  | JRA  | 2:12.5  | 和田竜二   | 佐藤正雄   | 山本信行                             |
| 第13回 | 2013年11月4日  | 金沢   | 2100m | ホッコータルマエ   | 牡4  | JRA  | 2:12.6R | 幸英明     | 西浦勝一   | 矢部幸一                             |
| 第14回 | 2014年11月3日  | 盛岡   | 2000m | コパノリッキー     | 牡4  | JRA  | 2:00.8R | 田辺裕信   | 村山明     | 小林祥晃                             |
| 第15回 | 2015年11月3日  | 大井   | 2000m | コパノリッキー     | 牡5  | JRA  | 2:04.4  | 武豊       | 村山明     | 小林祥晃                             |
| 第16回 | 2016年11月3日  | 川崎   | 2100m | アウォーディー     | 牡6  | JRA  | 2:15.3  | 武豊       | 松永幹夫   | 前田幸治                             |
| 第17回 | 2017年11月3日  | 大井   | 2000m | サウンドトゥルー   | 騸7  | JRA  | 2:04.5  | 大野拓弥   | 高木登     | 山田弘                               |
| 第18回 | 2018年11月4日  | 京都   | 1900m | ケイティブレイブ   | 牡5  | JRA  | 1:56.7  | 福永祐一   | 杉山晴紀   | 瀧本和義                             |
| 第19回 | 2019年11月4日  | 浦和   | 2000m | チュウワウィザード | 牡4  | JRA  | 2:06.1  | 川田将雅   | 大久保龍志 | 中西忍                               |
| 第20回 | 2020年11月3日  | 大井   | 2000m | クリソベリル       | 牡4  | JRA  | 2:02.5  | 川田将雅   | 音無秀孝   | （有）キャロットファーム             |
| 第21回 | 2021年11月3日  | 金沢   | 2100m | ミューチャリー     | 牡5  | 船橋 | 2:13.1  | 吉原寛人   | 矢野義幸   | 石瀬丈太郎                           |
| 第22回 | 2022年11月3日  | 盛岡   | 2000m | テーオーケインズ   | 牡5  | JRA  | 2:02.1  | 松山弘平   | 高柳大輔   | 小笹公也                             |
| 第23回 | 2023年11月3日  | 大井   | 2000m | キングズソード     | 牡4  | JRA  | 2:05.1  | J.モレイラ | 寺島良     | （株）ヒダカ・ブリーダーズ・ユニオン |
| 第24回 | 2024年11月4日  | 佐賀   | 2000m | ウィルソンテソーロ | 牡5  | JRA  | 2:08.0  | 川田将雅   | 小手川準   | 了徳寺健二ホールディングス（株）     |
| 第25回 | 2025年11月3日  | 船橋   | 1800m |                    |      |      |         |            |            |                                      |
| 第26回 | 2026年11月3日  | 金沢   | 2100m |                    |      |      |         |            |            |                                      |

## フォトギャラリー

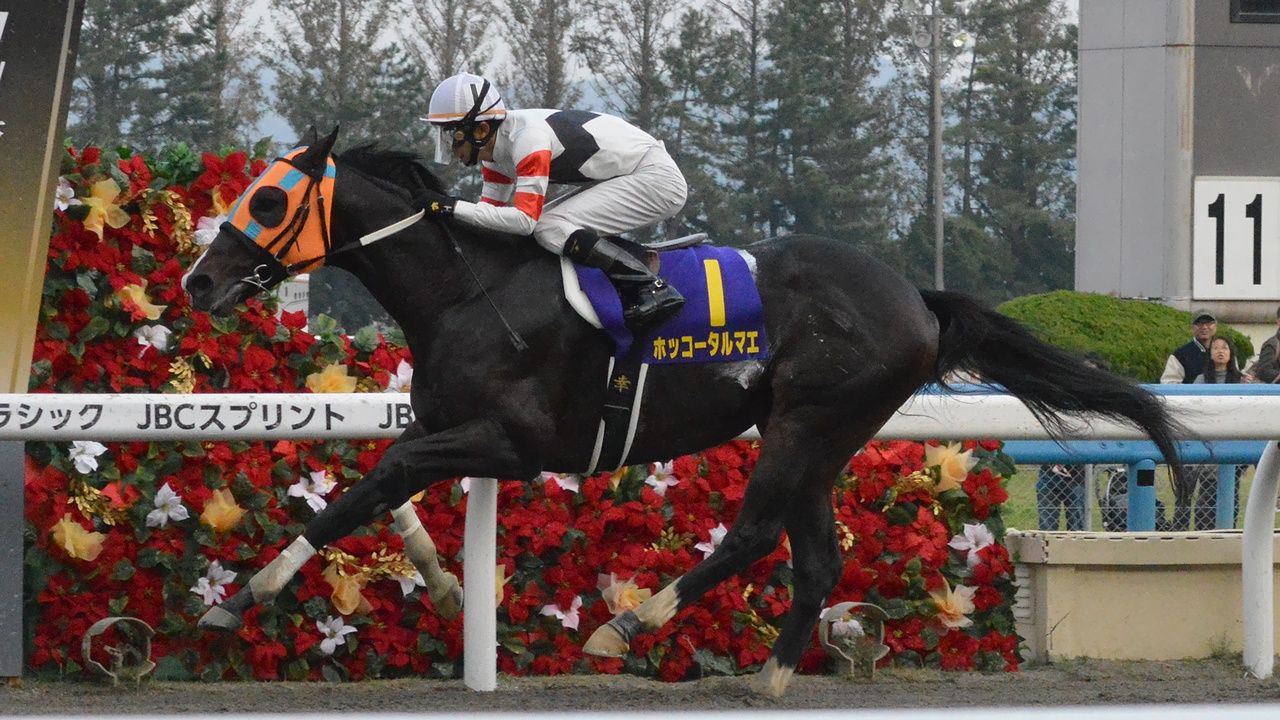
2013年優勝馬ホッコータルマエ
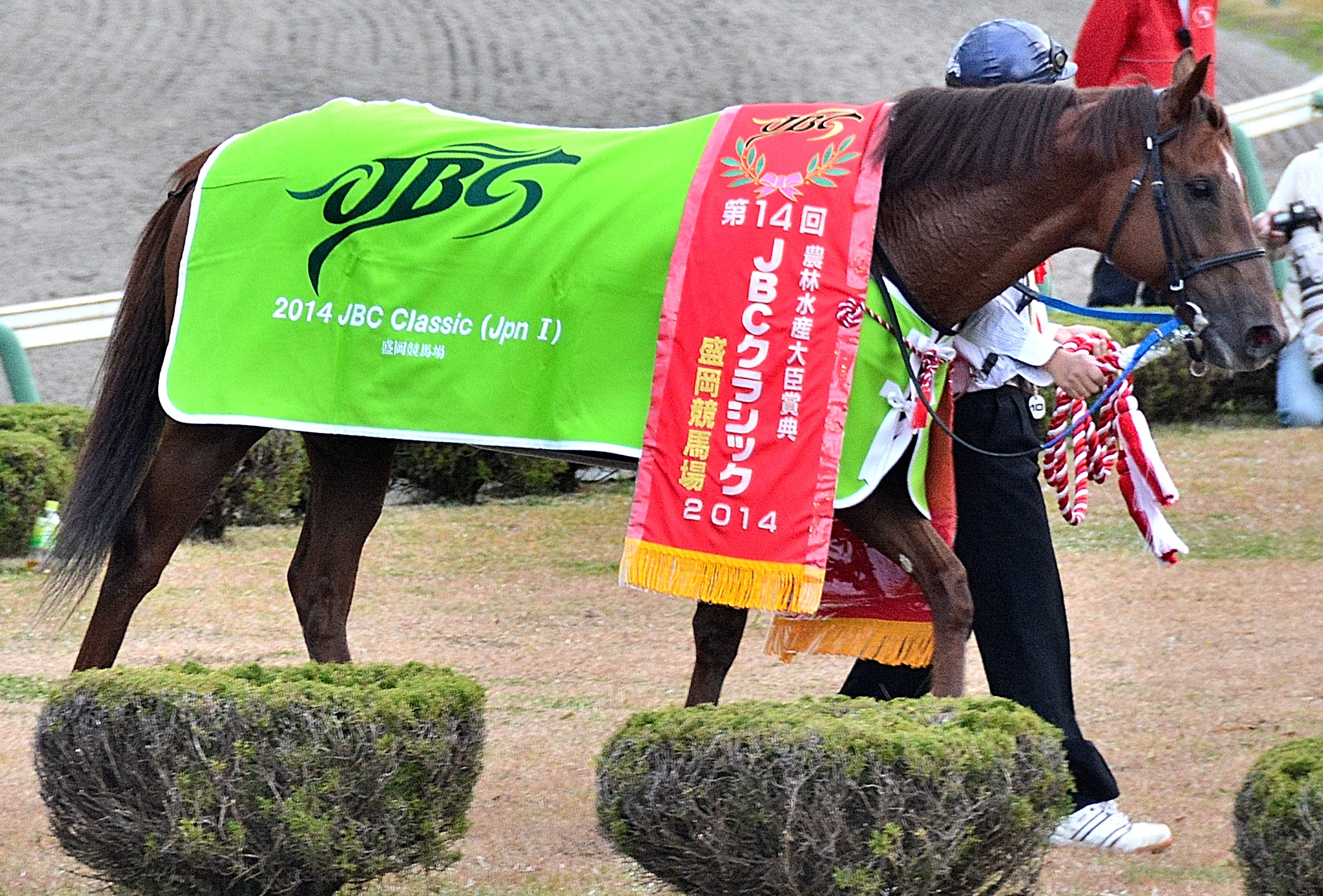
2014年優勝馬コパノリッキー
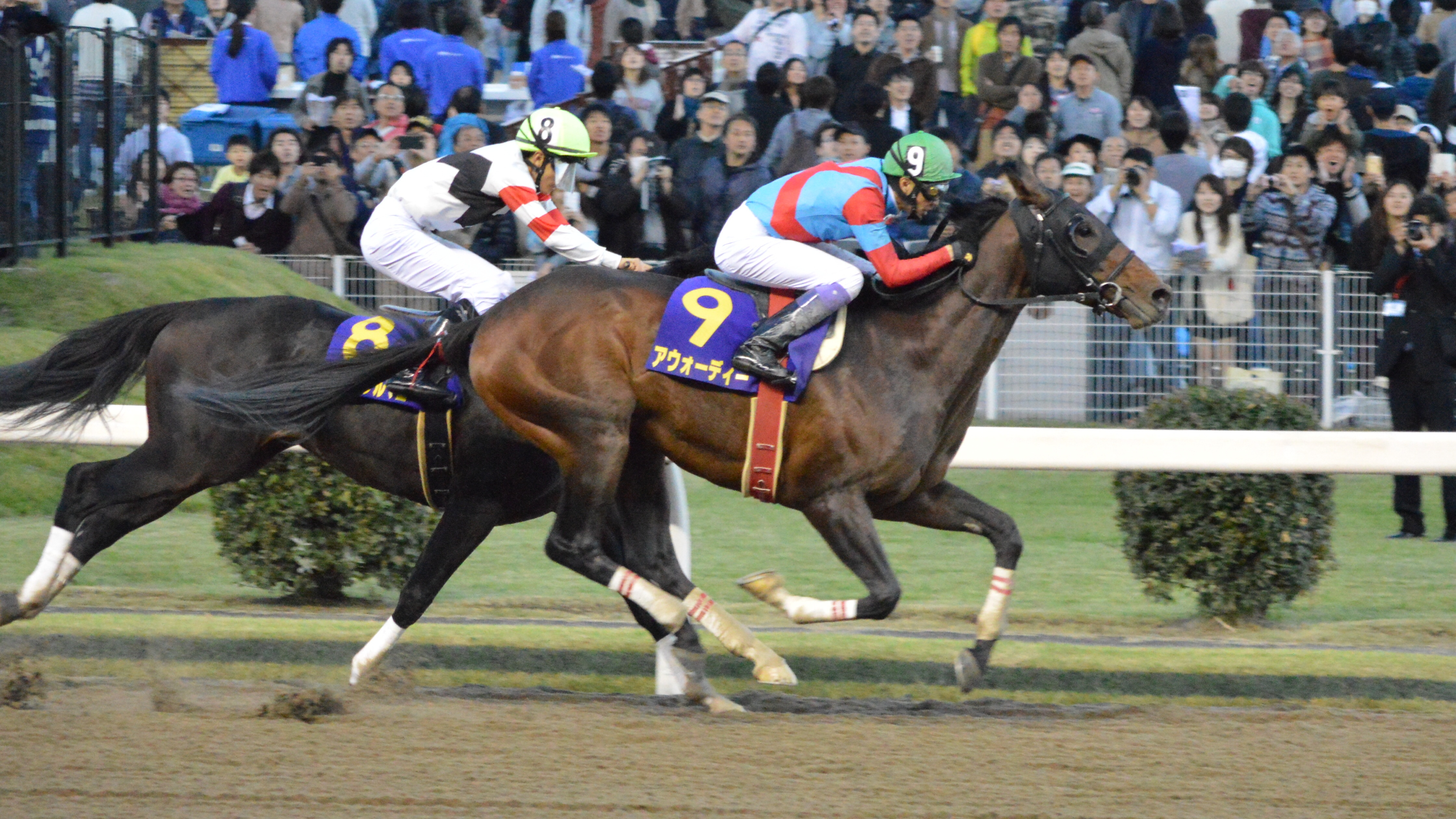
2016年優勝馬アウォーディー
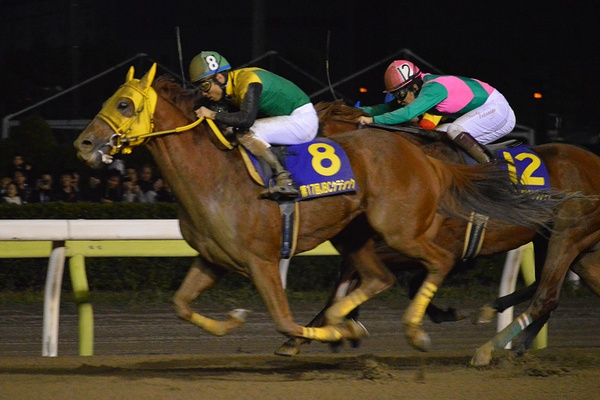
2017年優勝馬サウンドトゥルー
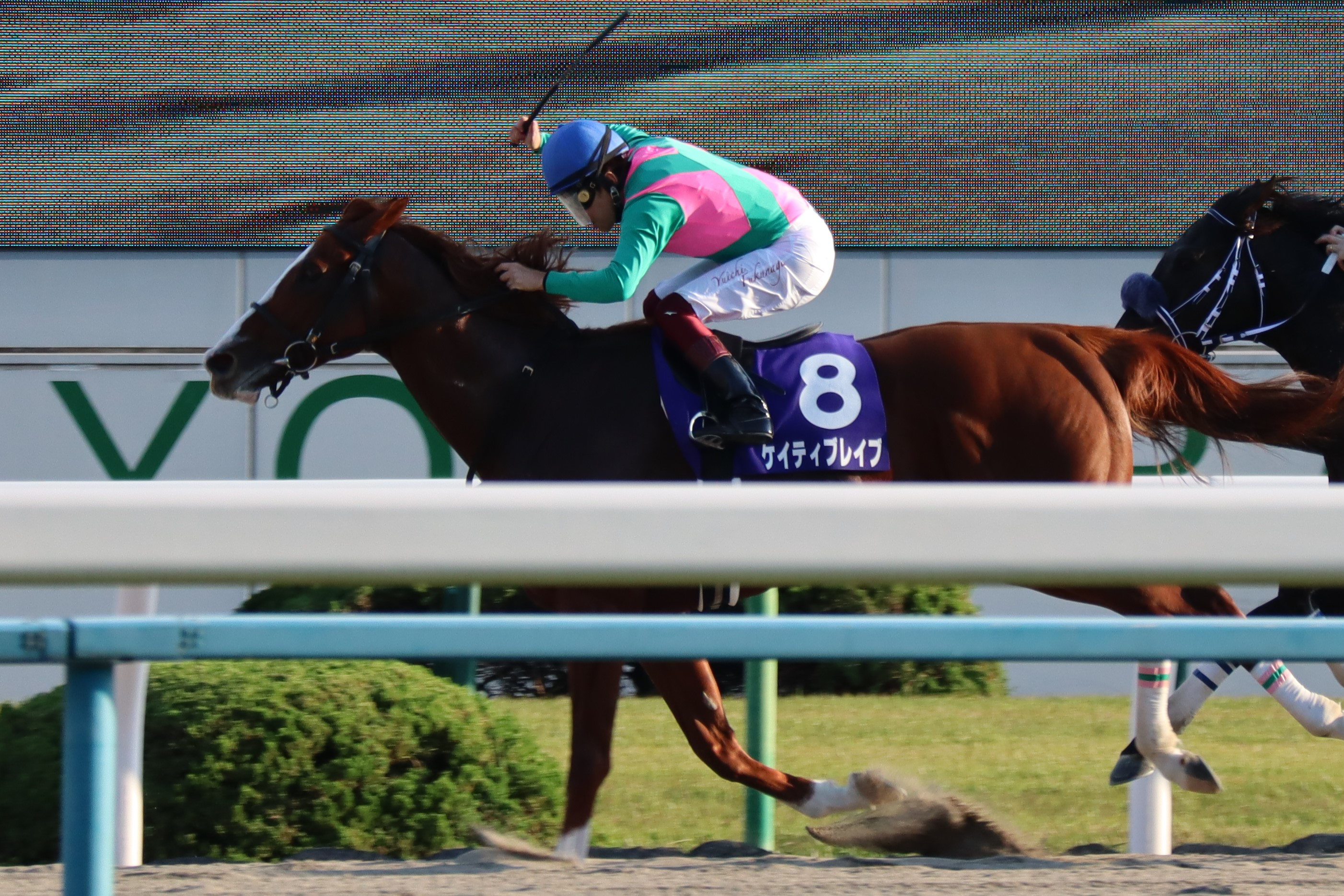
2018年優勝馬ケイティブレイブ
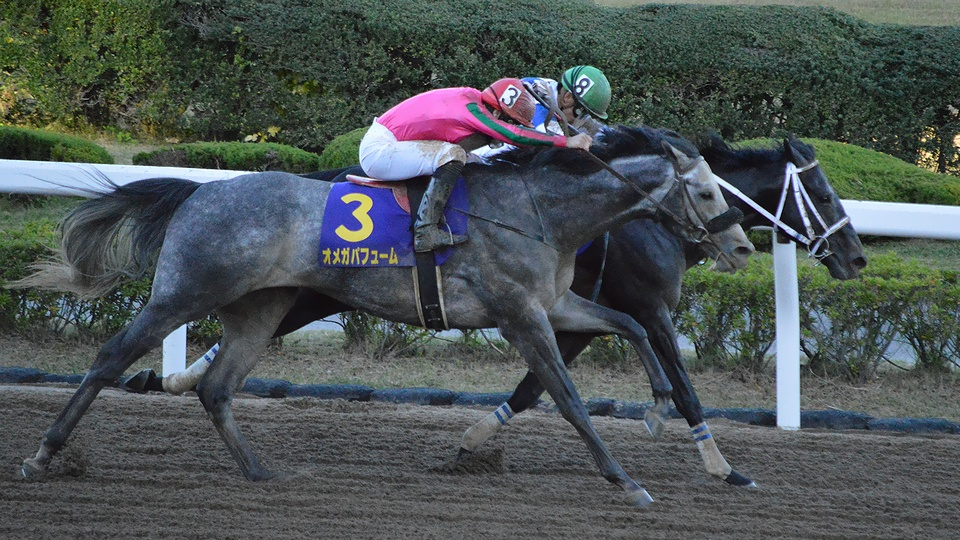
2019年優勝馬チュウワウィザード